# Userkara
Userkara, (o anche Userkarē' secondo Manetone), (... – 2330 a.C. circa), è stato un faraone appartenente alla VI dinastia egizia.

## Biografia
Di questo sovrano non è nota la titolatura completa.
Oltre alla lista di Abido il nome di Userkara ci è stato tramandato solamente da un paio di sigilli cilindrici e da un'iscrizione proveniente dal sarcofago (nota come iscrizione della pietra di Saqqara Sud) della regina Ankhesenpepi IV (consorte di Pepi II), iscrizione che riporta una lista di sovrani associati ai loro computi del bestiame. Secondo tale iscrizione Userkara avrebbe regnato da 2 a 4 anni
È possibile che Userkara abbia regnato, come usurpatore, per breve tempo, su alcune province del Basso Egitto mentre Pepi (I), legittimo erede del padre, controllava il resto del paese.
Secondo un'altra interpretazione dei pochi dati disponibili potrebbe essersi trattato di un reggente.
Un'iscrizione ritrovata sulle rocce dello Uadi Hammamat riporta l'inizio dei lavori di costruzione della piramide Potenza di Ity, monumento funebre che viene associato ad Userkara; di tale costruzione non è però nota la posizione.

## Tomba
La posizione della tomba di Userkara non è stata ancora identificata. La brevità del suo regno implica che la tomba era probabilmente incompiuta alla sua morte, rendendo difficile l'identificazione moderna. Poiché Userkara era un faraone della VI dinastia, la sua tomba fu presumibilmente progettata per essere una piramide. Una possibile rivendicazione di questa ipotesi è il mazzuolo di rame che menziona una squadra di lavoratori pagati dal nome di Wadjet. Questi lavoratori erano probabilmente coinvolti in un importante progetto di costruzione, probabilmente la piramide di Userkara.
Sono state avanzate due ipotesi per la posizione della piramide di Userkara. L'egittologo Vassil Dobrev ha proposto che la piramide di Userkara si trovi nell'area di Saqqara Sud conosciuta oggi come Tabbet al-Guesh, a nord-ovest del complesso mortuario di Pepi I. In effetti, vi si trova una grande necropoli di funzionari dell'amministrazione della VI dinastia, che secondo Dobrev, suggerisce la presenza vicina di una piramide reale. L'astrofisico Giulio Magli ritiene invece che la piramide di Userkara si trovi a metà strada tra quelle di Pepi I e Merenra I, in un luogo che farebbe formare alle tre piramidi una linea parallela a quella formata dalle piramidi di Sekhemkhet, Unis, Djoser, Userkaf e Teti a nord.

## Liste Reali
| N5 | wsr | s | kA |

| N5 | wsr | s | kA |

| N5 | wsr | s | kA |

| N5 | wsr | s | kA |

| N5 | wsr | s | kA |

| N5 | wsr | s | kA |

| N5 | wsr | s | kA |

| N5 | wsr | s | kA |

|            | \| \| \| non citato \| \| \| |
|            |                              |
| non citato |                              |
|            |                              |

|            |
| non citato |
|            |

| HASH |

| HASH |

| HASH |

| HASH |

| HASH |

| HASH |

| HASH |

| HASH |

## Titolatura
| G5 |

| G5 |

| sconosciuto |

| sconosciuto |

| sconosciuto |

| sconosciuto |

| sconosciuto |

| sconosciuto |

| sconosciuto |

| sconosciuto |

| G16 |

| G16 |

| sconosciuto |

| sconosciuto |

| G8 |

| G8 |

| sconosciuto |

| sconosciuto |

| M23 · X1 | L2 · X1 |

| M23 · X1 | L2 · X1 |

| ra | wsr | s | kA |

| ra | wsr | s | kA |

| ra | wsr | s | kA |

| ra | wsr | s | kA |

| ra | wsr | s | kA |

| ra | wsr | s | kA |

| ra | wsr | s | kA |

| ra | wsr | s | kA |

| G39 | N5 |

| G39 | N5 |

| i | t | i | i |

| i | t | i | i |

| i | t | i | i |

| i | t | i | i |

| i | t | i | i |

| i | t | i | i |

| i | t | i | i |

| i | t | i | i |

## Altre datazioni
| Autore        | Anni di regno         |
| ------------- | --------------------- |
| von Beckerath | 2312 a.C. - 2310 a.C. |